# Stenellipsis brouni
Stenellipsis brouni är en skalbaggsart som först beskrevs av Bates 1876.  Stenellipsis brouni ingår i släktet Stenellipsis och familjen långhorningar. Inga underarter finns listade i Catalogue of Life.